# Wolfsangel
Wolfsangel (hrv. „vučja udica”), na francuskom le crampon, jest heraldički simbol raširen u dijelovima Njemačke, Nizozemske i istočne Francuske inspiriran srednjovjekovnim europskim zamkama za vukove koje je činila metalna kuka u obliku slova Z (također zvana Wolfsangel ili crampon) obješena na lanac i spojena na metalnu šipku u obliku polumjeseca (njem. Wolfsanker, fr. hameçon).
Na stilizirani simbol u obliku slova Z, koji se naziva i Doppelhaken (hrv. „dvostruka kuka”), može biti dodana i središnja vodoravna crta koja tako čini simbol Ƶ, a koji se može obrnuti i/ili rotirati. Wolfsangel se ponekad pogrešno smatra drevnom runom zbog svoje sličnosti s pseudorunom gibor od armanenskih runa Guida von Lista.
Wolfsangel je postao ranim simbolom njemačke slobode i neovisnosti nakon što je usvojen kao amblem u raznim seljačkim pobunama u 15. stoljeću, a često se koristio i u Tridesetogodišnjem ratu u 17. stoljeću. U predratnoj Njemačkoj, zanimanje za Wolfsangel ponovno je oživljeno popularnošću romana Der Wehrwolf njemačkog pisca Hermanna Lönsa iz 1910. godine, koji prati heroja u Tridesetogodišnjem ratu. 
Simbol Ƶ je kasnije usvojila Nacistička stranka, a koristile su ga razne jedinice njemačkog Wehrmachta i SS-a poput 2. SS oklopne divizije „Das Reich” i Waffen-SS divizije „Landstorm Nederland”. Židovska nevladina udruga Anti-Defamation League (ADL) sa sjedištem u New Yorku, kao i drugi, označila je simbol Ƶ kao neonacistički simbol i simbol mržnje.

## Podrijetlo
Wolfsangel je bio srednjovjekovni alat za lov na vukove raširen u Njemačkoj, sjeveroistočnoj Francuskoj i Nizozemskoj. Alat je bio osmišljen tako da se dvostruka udica u obliku slova Z sakrije unutar komada mesa s ciljem da se zarije u usta i ždrijelo vuka koji bi to meso progutao.
Alat je činila kuka u obliku slova Z pričvršćena pomoću lanca ili užeta za veću šipku, često s dvostrukim oblikom polumjeseca. Šipka bi bila zaglavljena između grana stabla, a kuka na koju je nataknuto meso visjela je okomito na lancu iznad tla. Vuk koji bi pokušao progutati meso morao bi skočiti i progutati komad mesa s udicom sakrivenom iznutra, što bi još više zabilo kuku u ždrijelo zbog težine njegova tijela, na isti način kao i riba ulovljena na udicu.
Poznato je i da su srednjovjekovni lovci koristili tragove od krvi kako bi doveli vuka do zamke, a ponekad su građene ograde od šiblja kako bi se stvorili uski prolazi koji bi vuka doveli do zamke.